# Lestizza
Lestizza (im furlanischen Dialekt: Listize bzw. Listisse) ist eine nordostitalienische Gemeinde (comune) mit 3605 Einwohnern (Stand 31. Dezember 2023) in der Region Friaul-Julisch Venetien. Die Gemeinde liegt etwa 13,5 Kilometer südwestlich von Udine.
Fraktionen der Gemeinde sind Galleriano, Nespoledo, Santa Maria, Sclaunicco und Villa Caccia.